# Philippe Valois (parachutiste)
Philippe Valois, né le 8 octobre 1973, est un parachutiste français.
Il entra en équipe de France en 1994, à 21 ans.
Il compte près de 12 000 sauts à son actif.

## Palmarès
Seniors:
- Champion du monde de combiné individuel en 1998 (Vrsar), et 2004 (Rijeka);
- Champion du monde de voltige individuelle en 2012 (Dubaï).
- Vainqueur du Mondial de combiné individuel en 2003 (Tallard);
- Vainqueur des Jeux mondiaux de combiné individuel en 2001 (Armilla);
- Champion du monde de combiné par équipes en 1998 (Vrsar), et 2000 (Ise-Toba);
- Champion d'Europe de voltige individuelle en 2011 (Kikinda);
- Champion d'Europe de combiné par équipes en 2005 (Prostějov), et 2010 (Niksic);
- Vice-champion du monde de voltige individuelle en 2006 (Stupino), 2008 (Lucenec), et 2010 (Niksic, (Monténégro);
- 2e du mondial de précision aérienne en 2003 (Tallard);
- 2e des jeux mondiaux de  précision aérienne individuelle en 2001 (Armilla);
- 2e des jeux mondiaux de combiné par équipes en 2001 (Armilla);
- Vice-champion du monde de combiné individuel en 2000 (Ise-Toba);
- 2e de la coupe du monde de voltige individuelle en 1999 (Autriche);
- 2e de la coupe du monde de combiné individuel en 1999 (Autriche);
- Vice-champion du monde de voltige individuelle en 1998 (Vrsar);
- Vice-champion d'Europe de combiné individuel en 2011 (Kikinda);
- Vice-champion d'Europe de précision aérienne individuelle en 2011 (Kikinda, ex-aequo avec Thomas Jeannerot);
- Vice-champion d'Europe de voltige individuelle en 2005 (Prostejov);
- 3e des championnats du monde de voltige individuelle en 2004 (Rijeka);
- 3e des championnats du monde de combiné par équipes en 2004 (Rijeka);
- 3e du mondial de voltige individuelle en 2003 (Tallard);
- 3e des championnats du monde de précision aérienne par équipes en 1998 (Vrsar);
- 3e des championnats d'Europe de combiné individuel en 2005 (Prostzjov);

Ses huit premiers titres nationaux seniors furent obtenus en 1998 (combiné, et voltige), 2000 (combiné (avec Baal), et précision d'atterrissage), 2002 (combiné, et voltige), et 2003 (précision d'atterrissage (avec Ghriss), et combiné (avec Franck Bernachot));
Juniors:
- Champion du monde de combiné individuel en 1997 (Jeux mondiaux - Turquie);
- Vice-champion du monde de précision aérienne individuelle en 1997 (Jeux mondiaux - Turquie);
- Vice-champion du monde de précision aérienne individuelle en 1994 (Chengdu);
- 3e des jeux mondiaux de voltige individuelle en 1997 (Turquie);
- 3e des championnats du monde de combiné individuel en 1994 (Chengdu).